# 切列姆霍沃区
切列姆霍沃区（俄语：Черемховский район）是俄罗斯联邦伊尔库茨克州下辖的一个区，其行政中心为切列姆霍沃。据2016年统计，该区的人口为28883人。